# Chropiatka pospolita
Chropiatka pospolita (Thelephora terrestris Ehrh.) – gatunek grzybów należący do rodziny chropiatkowatych (Thelephoraceae).

## Nazewnictwo
Pozycja w klasyfikacji według Index Fungorum: Thelephora, Thelephoraceae, Thelephorales, Incertae sedis, Agaricomycetes, Agaricomycotina, Basidiomycota, Fungi.
Takson utworzył Jakob Friedrich Ehrhart w 1787 r. Niektóre synonimy nazwy naukowej:

- Hyphoderma terrestre (Ehrh.) Wallr. 1833
- Phylacteria terrestris (Ehrh.) Pat. 1900
- Thelephora crustosa Lloyd 1923
- Thelephora minor Velen. 1922
- Thelephora rhipidium Velen. 1922
- Thelephora tristis Sacc. 1916

Nazwę polską nadali Barbara Gumińska i Władysław Wojewoda w 1968 r. W polskim piśmiennictwie mykologicznym ma też inne nazwy: chropiatka przyziemna, otocznica strzępiasta, pędzlak ziemny, pleśniak strzępiasty, pleśniak ziemny.

## Morfologia
Owocniki
Wieloletnie, o bardzo zróżnicowanych kształtach. Mogą być kielichowate, lejkowate, koliste, półkoliste, wachlarzowate, nerkowate, półeczkowate. Do podłoża przyrastają bokiem, lub za pomocą krótkiego trzonu. Czasami występują pojedynczo, częściej jednak w grupach. Mogą wyrastać dachówkowato lub w rzędach, i wówczas czasami zrastają się z sobą. Pojedynczy owocnik ma szerokość 3-5, wyjątkowo do 10 cm i grubość 2–3 mm. Brzeg jest zazwyczaj ostry, orzęsiony i na starszych okazach postrzępiony. Górna powierzchnia jest chropata, nierówna, pofałdowana szorstka lub włochata, oraz strefowana, zarówno koncentrycznie, jak promieniowo. Ma kolor od cynamonowego do czekoladowobrązowego, brzeg jest jaśniejszy; początkowo biały, z wiekiem staje się białobeżowy.
Hymenofor
Gładki, nieco brodawkowany lub promieniście falowany i pomarszczony.
Miąższ
Czekoladowobrązowy, u młodych owocników elastyczny i miękki, u starszych łykowaty i skórzasty. W smaku ziemisty, zapach słaby, kwaskowaty.
Zarodniki
Eliptyczne lub nerkowate, o wymiarach ok. 8–10×7–8 μm, o brodawkowanej powierzchni, bez pory rostkowej.

## Występowanie i siedlisko
Występuje na wszystkich kontynentach, z wyjątkiem Antarktydy i Ameryki Południowej, także na wielu wyspach. W Polsce jest dość pospolity.
Rośnie w lasach iglastych i liściastych. Wytwarza owocniki od lipca do listopada. Rośnie głównie w lasach sosnowych, często także w młodnikach i szkółkach leśnych. Wyrasta na glebie, na pniakach, igliwiu w ściółce leśnej, na gałązkach, stosach obumarłych traw i innych resztkach roślinnych. Atakuje także drzewa uprawiane w ogrodach i parkach. Zazwyczaj wytwarza owocniki na szyjce korzeniowej zaatakowanych drzew.
Na naturalnych stanowiskach stwierdzono występowanie chropiatki pospolitej w symbiozie z takimi gatunkami drzew jak Larix decidua, Picea abies, Pinus sylvestris, Sarothamnus scoparius, Quercus. W uprawach występowała na: Abies cephalonica, Larix laricina, Picea omorica, Picea rubens, Picea sitchensis, Pinus banksiana, Pinus monticola, Pinus ponderosa, Pinus strobus, Pseudotsuga menziesii.
Chropiatka pospolita to grzyb ektomykoryzowy, żyjący w symbiozie z korzeniami drzew. Dawniej była błędnie klasyfykowana jako gatunek saprotroficzny i pasożytniczy, co mogło wynikać z faktu, że chropiatka tworzy owocniki na drewnie, wokół łodyg sadzonek, czy wokół źdźbeł traw. Nie wyrządza szkody sadzonkom drzew, a dzięki produkowanym mykotoksynom, chropiatka chroni drzewa sosnowe przed patogenem korzeni, takimi jak Phytophthora.

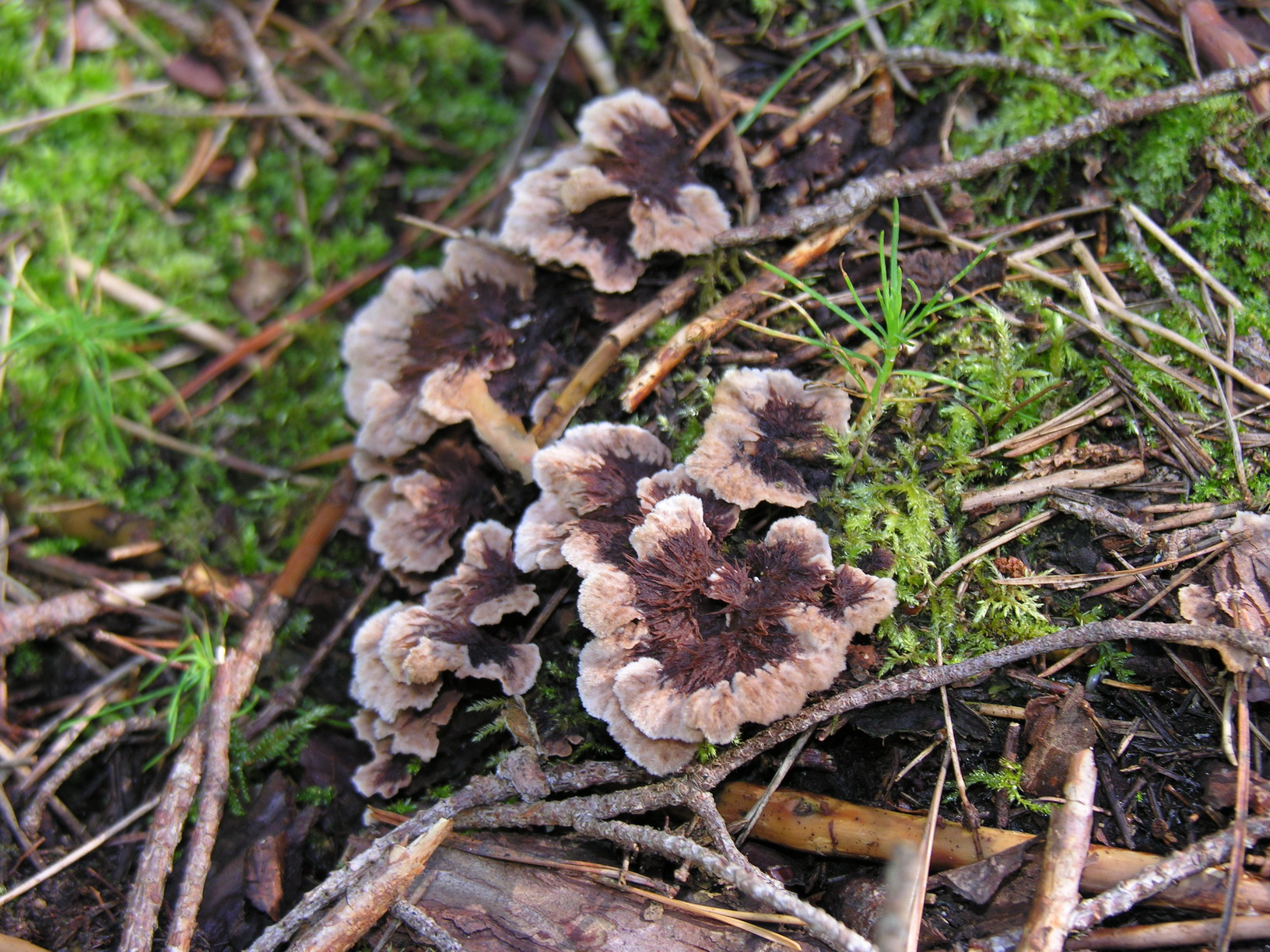
Owocniki rosnące na igliwiu
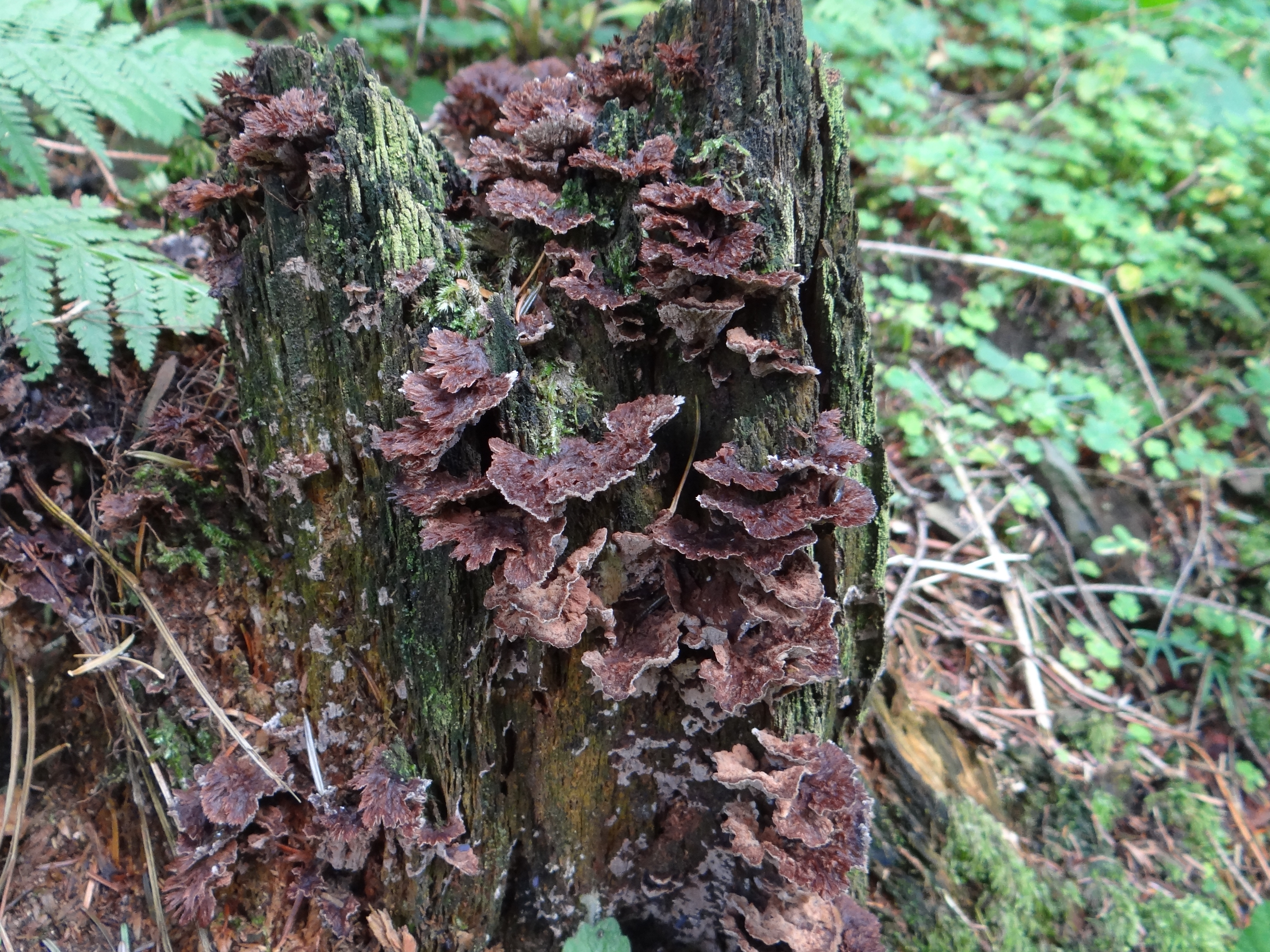
Owocniki obrastające pień
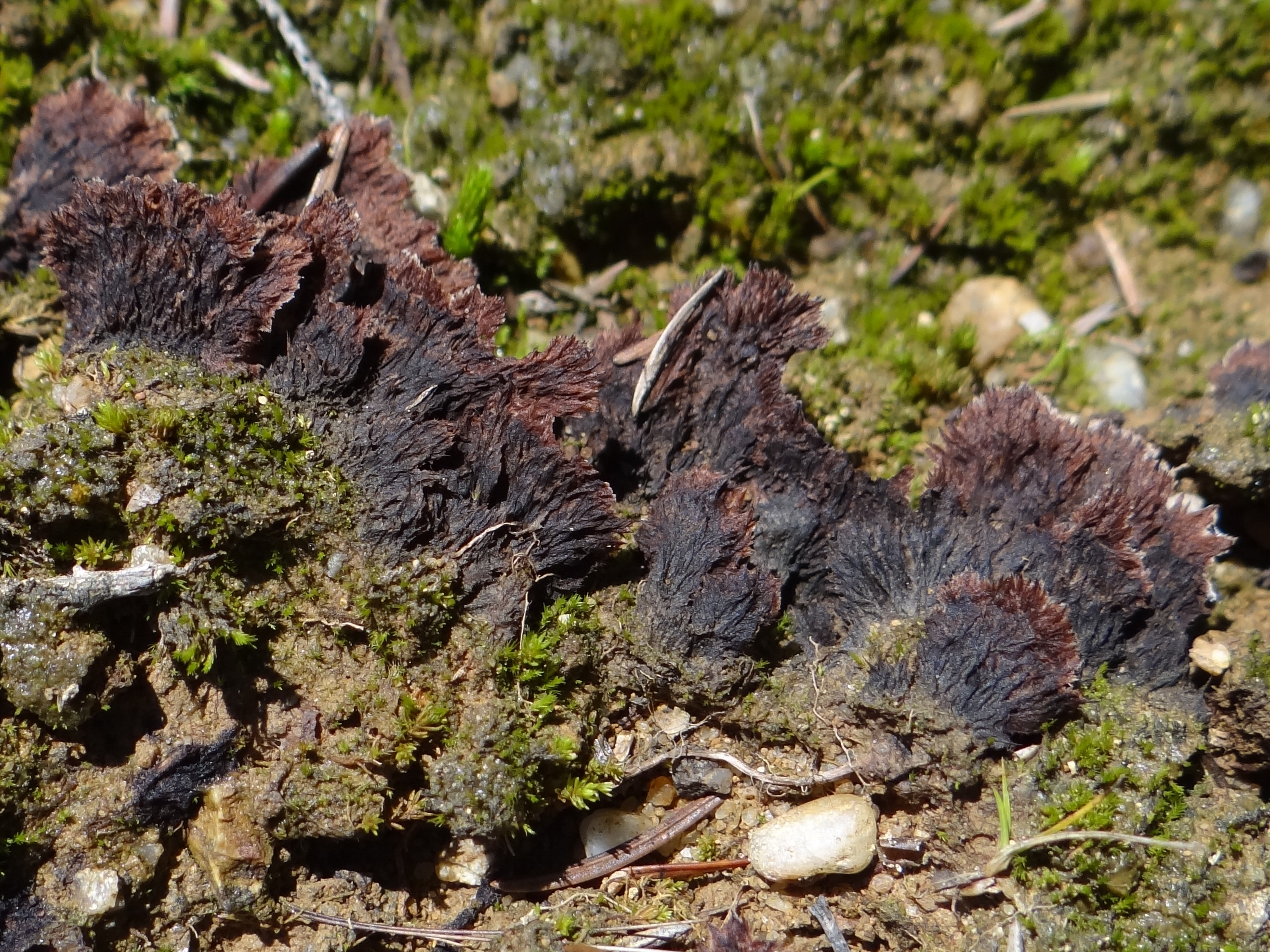
Owocniki rosnące na ziemi
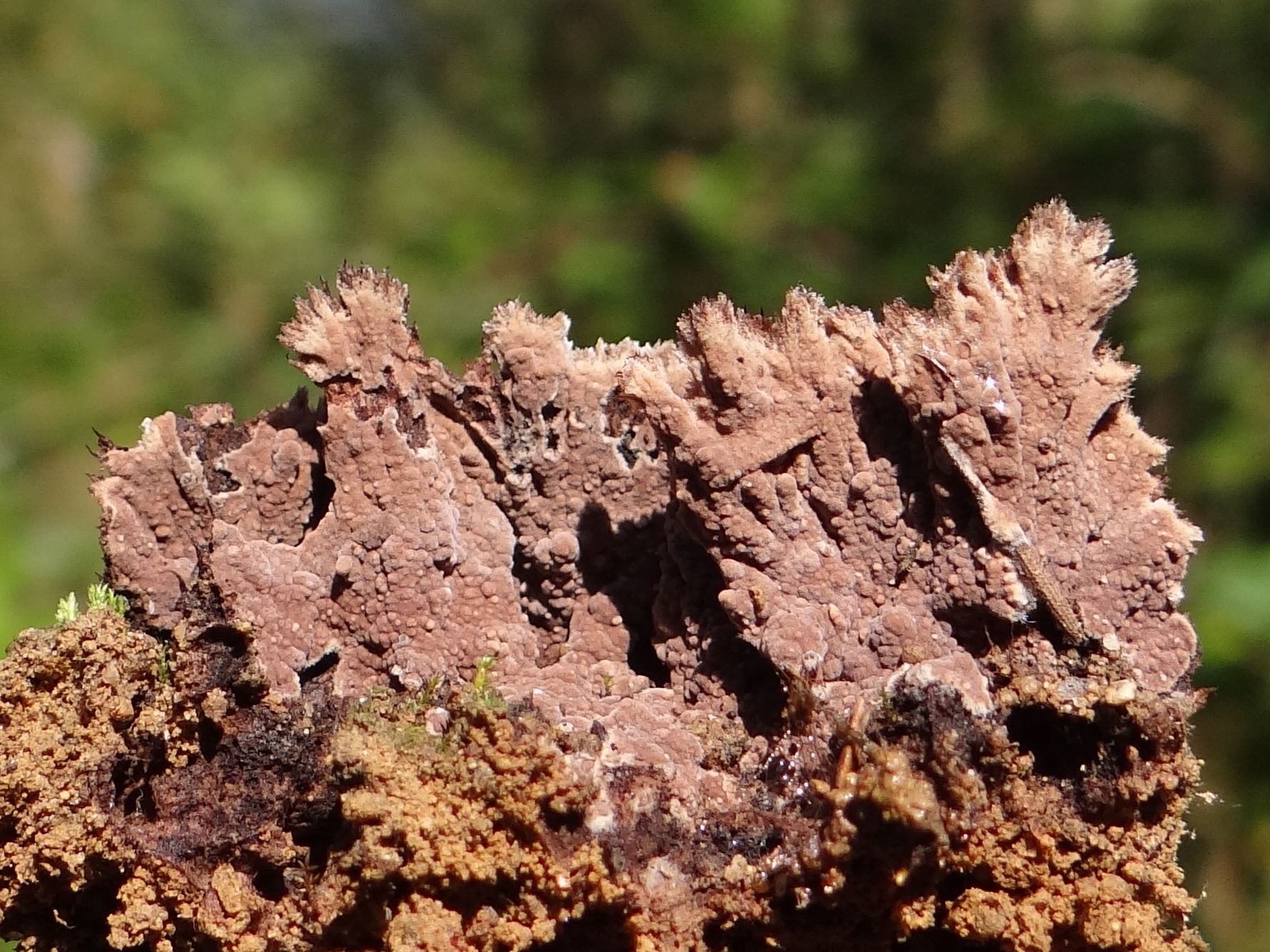
Hymenofor

## Gatunki podobne
Najbardziej podobna jest chropiatka lejkowata (Thelephora caryophyllea), mniej inne gatunki rzadziej występujących chropiatek: chropiatka pędzelkowata (Thelephora penicillata), chropiatka cuchnąca (Telephora palmata) i chropiatka kwiatowata (Thelephora anthocephala).